# Стівен Іссерліс
Стівен Іссерліс (англ. Steven Isserlis; нар. 19 грудня 1958, Лондон) — англійський віолончеліст і автор популярних книг для дітей про класичну музику.
Народився в єврейській музичної сім'ї з України. Його дід — піаніст і педагог Юлій Давидович Іссерліс, батько — піаніст Георгій Юлійович Іссерліс, обидві сестри (Рейчел і Аннет) — скрипальки.
Іссерліс навчався в Оберлінській консерваторії (Огайо, США) у Річарда Капусінські, його стиль склався під впливом Данила Шафрана.